# Leslie Thompkins
La doctora Leslie Maurin Thompkins (a veces deletreada Tompkins) es un personaje de ficción que aparece en los cómics publicados por DC Comics, generalmente como personaje secundario en historias protagonizadas por Batman, de quien es aliada. Creada por el escritor Dennis O'Neil y el artista Dick Giordano, apareció por primera vez en Detective Comics # 457 (marzo de 1976).
Debutó en acción en vivo en 2015 en la serie de televisión Gotham de Fox, donde fue interpretada por Morena Baccarin.
Curiosamente en el episodio "Yo Soy la Noche" de la serie animada de Batman, esta se encontraba acompañado a Batman en su cita anual al "Callejón del Crimen" donde sus padres fueron asesinados, para que más adelante su esposo, El Comisionado James Gordon fuera herido de gravedad aunque esta no apareció más durante el episodio. En la serie de HBO Max Titans, fue interpretada por Krista Bridges en la tercera temporada.

## Historial de publicaciones
Creada por el escritor Dennis O'Neil y el artista Dick Giordano, apareció por primera vez en Detective Comics # 457 (marzo de 1976). Se basó en la pacifista católica Dorothy Day.
Leslie, amiga cercana y colega médica de Thomas Wayne, se desempeña como madre sustituta de su hijo Bruce después del asesinato de sus padres, y más tarde se convierte en confidente de su cruzada como Batman. Además de ser una de las aliadas de Batman, Leslie también es una reconocida profesional médica que ha dedicado sus considerables habilidades a ayudar a los menos afortunados de Gotham City.

## Biografía ficticia del personaje
La Dra. Thompkins dirige una clínica para delincuentes y drogadictos en Gotham City. Si bien la mayoría de sus pacientes son reincidentes, ella continúa su trabajo con gran perseverancia y determinación. Durante la saga Tierra de nadie, estuvo a cargo de la única clínica en la ciudad, operando bajo una política estricta de "No violencia" independientemente de sus pacientes; incluso Killer Croc respetó la norma y se permaneció afuera, a pesar de su fuerte deseo de matar a Victor Zsasz (que estaba siendo tratado en la clínica) por lastimar a un amigo suyo.
Leslie fue compañera de medicina y amiga personal de Thomas Wayne. Tomó a su cargo el cuidado del hijo de Wayne, Bruce, después de que los padres del niño fueron asesinados, actuando a menudo junto al mayordomo de la familia, Alfred Pennyworth, como figuras paternas y tutores; sin embargo, otras fuentes consideran que sólo fue la mujer que confortó a Bruce inmediatamente después del asesinato de sus padres. Durante ese tiempo, Leslie se preocupó por la conducta de Bruce, quien se volvía más antisocial mientras crecía. Mucho mayor fue su desconcierto cuando descubrió que, ya adulto, Bruce pasaba las noches patrullando las calles de Gotham City como Batman.
Leslie desaprueba el vigilantismo de Bruce y en parte se siente responsable por su transformación en Batman, temiendo que de alguna manera ella le falló como modelo, aunque él ha admitido sentirse culpable por no haber estado a la altura de su ejemplo pacifista. Leslie también ha estado involucrada sentimentalmente con Alfred en más de una ocasión.
Durante la saga Juegos de guerra, Spoiler (Stephanie Brown) sufrió graves heridas infligidas por Máscara Negra, y Batman la llevó con Leslie para que la curase. Sin embargo, Stephanie murió; más tarde se reveló que la verdadera causa fue que Leslie realizó mala praxis de forma deliberada para enseñarle una lección a Batman acerca de su empleo de niños como ayudantes en su lucha contra el crimen. Luego de vender sus bienes y entregar el dinero a la hija de Spoiler, Leslie huyó a África. Batman la siguió y la hizo confesar, tras lo cual le dice fríamente que aunque él no puede evitar la violencia, nunca descartó a otra persona como si fuera una cosa para fundamentar sus opiniones. Después de esto, le dice que para él Leslie es una asesina más y que si alguna vez regresara a los Estados Unidos o practicase la medicina, hará que la encarcelen.
Recientemente, una misteriosa y familiar figura estuvo acosando a Tim Drake usando el traje de Spoiler de Stephanie, a tal punto que Tim llegó a pensar que se trataba de la mismísima Stephanie. Luego se revela que la acosadora era, de hecho, Stephanie, lo que llevó a la pregunta de si la Dra. Thompkins realmente le había negado tratamiento apropiado. Los detalles del regreso de Stephanie revelan en Robin n.º 174, como la Dra. Thompkins falsificó la muerte de la chica cambiando el cuerpo de la misma con una víctima de la guerra de pandillas que tenía un cuerpo similar. Leslie aceptó la carga de Bruce en un intento de proteger a Stephanie y persuadirla de renunciar a su vida de como heroína.

## Apariciones en otros medios

### Televisión

#### Animación
La Dra. Leslie Thompkins aparece en varios episodios de Batman: La serie animada, con la voz de Diana Muldaur. Se la representa como una amiga de toda la vida de Bruce Wayne, después de haber asistido a la escuela de medicina con su padre, Thomas. Ella conoce la identidad secreta de Batman y se desempeña como su médico en el lugar, tratando de manera confidencial las lesiones que Bruce Wayne no podría tener sin levantar sospechas. Cuando la serie fue reestructurada como Las nuevas aventuras de Batman, Leslie está ausente excepto por un cameo en el episodio "Química".

#### Acción en vivo
- Leslie "Lee" Thompkins aparece en la serie de acción real Gotham, interpretada por Morena Baccarin.[10] Esta versión del personaje es una médica que tiene una relación intermitente con Jim Gordon, y más tarde sirve brevemente como líder de los Narrows junto a Edward Nygma de quien se enamora y tiene un romance tóxico. Al final de la serie, ella está casada con James Gordon y ayuda a criar a su hija Barbara Gordon.
- Leslie aparece en el episodio de Titans, "Lazarus" interpretada por Krista Bridges. Si bien sus conexiones con Bruce permanecen intactas, esta versión es terapeuta y ex colega de Jonathan Crane. Bruce asignó a Jason Todd a terapia con ella para que se le permitiera volver a ser Robin. Después de dos sesiones en las que Jason descubrió que Bruce lo reemplazaría, Jason llamó brevemente a Leslie y la llamó mentirosa antes de visitar a Jonathan Crane.

### Película

#### Animación
- Leslie Thompkins se menciona en la película Batman Beyond: Return of the Joker. Se menciona que se preocupó por Tim Drake después de que Joker lo volviera loco.
- Leslie Thompkins aparece como la hermana Leslie en la película Batman: Gotham by Gaslight con la voz de Grey Griffin.[11]

### Videojuegos
- En el juego Batman: Arkham City, la clínica médica de Leslie Thompkins se encuentra en la esquina noreste del mapa del juego.
- En Gotham City Impostors, la clínica médica de Leslie Thompkins se puede encontrar en Amusement Mile.
- Leslie Thompkins es mencionada por Bruce Wayne en Batman: The Telltale Series.
- La clínica de Leslie Thompkins es una ubicación notable en DC Universe Online, con Booster Gold dando una descripción de la clínica.

### Novelización
Se hace referencia a Leslie Thompkins en la novelización de Batman Begins.

### Colección de cuentos
En el cuento "Best of All" de Marco Palmieri, que aparece en la antología no canónica Las aventuras posteriores del Joker, el Joker le dice a Batman que Leslie es su madre. Él dice que ella lo envió a un hospital psiquiátrico cuando era niño después de que asesinara a su padre, quien la estaba abusando. La historia es ambigua en cuanto a si el Joker está diciendo la verdad, y Leslie atribuye la historia a su hábito de referirse a varios huérfanos que cuidó en el pasado como sus 'hijos'.